# تروفيو سيرا دي ترامونتانا 2018
تروفيو سيرا دي ترامونتانا 2018 (بالفرنسية: Trofeo Serra de Tramontana 2018)‏ هو سباق دراجات هوائية، وهو الموسم رقم 27 من السباق، وأقيم في 26 يناير 2018، وامتدّ لمسافة 140.1 كيلومتر، وهو أحد سباقات طواف أوروبا للدراجات 2018.
فاز فيه بالمركز الأول تيم فيلانز، وبالمركز الثاني جياني موسكون، وبالمركز الثالث أليخاندرو بالبيردي.

## الفرق
| فرق عالمية (5)- Movistar Team - Sky - Bora-Hansgrohe - Lotto Soudal - Trek-Segafredo فرق قارية محترفة (8)- كاجا رورال-سيغوروس 2018 ‏ - برجس بي إتش 2018 ‏ - Fortuneo-Samsic - سبورت فلاندرين بالويس 2018 ‏ - يوسكادي مورياس 2018 ‏ - Israel Cycling Academy - رومبوت تشارلز ‏ - بنجوال باوليز ساوكس دبليو بي ‏ فرق قارية (4)- Biesse–Carrera ‏ - أوسكالتيل أوسكادي ‏ - Pannon Cycling Team ‏ - Sauerland NRW-SKS Germany ‏ فريق وطني- 2018 فريق إسبانيا لركوب الدراجات للرجال ‏ |  |
| |  |

## التصنيف العام النهائي
| التصنيف العام | التصنيف العام      | التصنيف العام | التصنيف العام               | التصنيف العام |        |
| الدراج        | الدراج             | البلد         | الفريق                      | الوقت         | السرعة |
| ------------- | ------------------ | ------------- | --------------------------- | ------------- | ------ |
| 1.            | تيم فيلانز         | بلجيكا        | لوتو سودال                  | 3 س 45 د 52 ث |        |
| 2.            | جياني موسكون       | إيطاليا       | سكاي                        | + 0 ث         |        |
| 3.            | أليخاندرو بالبيردي | إسبانيا       | موفيستار                    | + 24 ث        |        |
| 4.            | جيانلوكا برامبيلا  | إيطاليا       | تريك سيغافريدو              | + 27 ث        |        |
| 5.            | غريغور مولبرغر     | النمسا        | بورا هانسغروه               | + 37 ث        |        |
| 6.            | باتريك كونراد      | النمسا        | بورا هانسغروه               | + 5 د 06 ث    |        |
| 7.            | Michael Gogl ‏      | النمسا        | تريك سيغافريدو              | + 5 د 06 ث    |        |
| 8.            | باوك موليما        | هولندا        | تريك سيغافريدو              | + 5 د 06 ث    |        |
| 9.            | بيم يجثارت         | هولندا        | Roompot-Nederlandse Loterij | + 5 د 06 ث    |        |
| 10.           | فيليكس جروس شارتنر | النمسا        | بورا هانسغروه               | + 5 د 06 ث    |        |

## وصلات خارجية
- الموقع الرسمي
- تروفيو سيرا دي ترامونتانا 2018 على موقع إحصائيات الدراجات الإحترافية (الإنجليزية)